# Nachwuchs-Basketball-Bundesliga 2018/19
Die Saison 2018/19 war die dreizehnte Spielzeit der Nachwuchs-Basketball-Bundesliga. Sie begann am 7. Oktober 2018 mit der Hauptrunde, welche am 17. März 2019 endet. Anschließend wurden vom 31. März bis zum 12. Mai 2019 in den Play-offs die Teilnehmer für das Top4-Turnier um die deutsche Meisterschaft sowie in den Play-downs die „Absteiger“, welche sich in der folgenden Saison erneut qualifizieren müssen, ermittelt.
Als amtierender Deutscher Meister ging Alba Berlin in die Saison. Das Endturnier um die deutsche Meisterschaft fand am 25. und 26. Mai 2019 erstmals in Jena statt. Deutscher Meister wurde zum dritten Mal FC Bayern München.

## Modus
Während der Hauptrunde spielen insgesamt 35 Mannschaften, die in vier regionalen Divisionen aufgeteilt sind, zunächst in einem Ligabetrieb mit Hin- und Rückspiel gegeneinander. Die Hauptrunde wird vom 7. Oktober 2018 bis zum 17. März 2019 ausgespielt. Die vier bestplatzierten Vereine jeder Hauptrunde qualifizieren sich für die Play-offs und haben automatisch das Teilnahmerecht für die Folgesaison erworben. Die Teams auf den Plätzen 5 bis 8 jeder Runde treten in den Play-downs an und spielen um den Klassenerhalt. Sowohl Play-offs als auch Play-downs werden im Modus Best of Three gespielt. Die vier Verliererteams der Play-downs sowie die Neuntplatzierten in den Hauptrunden 1, 2 und 3 müssen sich erneut für die Folgesaison qualifizieren. Die vier Gewinnerteams der Play-offs treten in einem Abschlussturnier an, dessen Gewinner Deutscher Meister wird.

## Teilnehmer

### Qualifikation

#### 1. Runde
Die 1. Runde der NBBL-Qualifikation wurde am 9./10. Juni 2018 ausgetragen. Insgesamt 19 Mannschaften, die auf vier Gruppen aufgeteilt sind, traten in einem Rundenturnier gegeneinander an, wobei sich die drei bestplatzierten Vereine jeder Gruppe für die 2. Runde qualifizierten. Mit der Baskets Akademie Weser-Ems, den Junior Löwen Braunschweig sowie den Rockets traten nur drei der fünf Absteiger der letzten Saison erneut in der Qualifikation an. Es wurde verkürzt gespielt (4 × 8 Minuten), die Ergebnisse wurden in die 2. Runde übernommen.
| Gruppe A                         | Gruppe B                  | Gruppe C                    | Gruppe D            |
| -------------------------------- | ------------------------- | --------------------------- | ------------------- |
| Sharks Hamburg                   | Berlin Tiger              | ART Giants Düsseldorf       | TenneT young heroes |
| Eagles-Basketball-Academy        | RSV Eintracht             | Rockets                     | Fellbach Flashers   |
| Baskets Akademie Weser-Ems       | Junior Löwen Braunschweig | USC Heidelberg              | Karlsruhe LIONS     |
| Young Twisters Rendsburg         | Dresden Titans            | UBC/SCM Baskets Münsterland | TS Jahn München     |
| EBC Rostock Talents              | TK Hannover               | SUBWAY Shooting Stars       |                     |
| fett = für 2. Runde qualifiziert |                           |                             |                     |

#### 2. Runde
Die anschließende 2. Runde der Qualifikation fand am 16./17. Juni 2018 statt. Die drei besten Clubs aus den Gruppen der ersten Runde wurden zu zwei Gruppen je sechs Vereine zusammengefasst. Die zwei Gruppenersten jeder Gruppe qualifizierten sich für die NBBL-Hauptrunde.
| Gruppe A                                        | Gruppe B                    |
| ----------------------------------------------- | --------------------------- |
| Berlin Tiger                                    | TenneT young heroes         |
| RSV Eintracht                                   | ART Giants Düsseldorf       |
| Junior Löwen Braunschweig                       | Rockets                     |
| Eagles-Basketball-Academy                       | Fellbach Flashers           |
| Baskets Akademie Weser-Ems                      | TS Jahn München             |
| EBC Rostock Talents                             | UBC/SCM Baskets Münsterland |
| fett = für NBBL-Hauptrunde 2018/19 qualifiziert |                             |

### Gruppeneinteilung
| Hauptrunde 1 (Nord)            | Hauptrunde 2 (West)                       | Hauptrunde 3 (Ost)             | Hauptrunde 4 (Süd)                         |
| ------------------------------ | ----------------------------------------- | ------------------------------ | ------------------------------------------ |
| AB Baskets                     | Baskets Juniors (WC)                      | HAKRO Merlins Crailsheim       | BBU Allgäu/Memmingen                       |
| ALBA Berlin                    | BG Göttingen Juniors                      | Junior Löwen Braunschweig (WC) | FC Bayern München                          |
| Berlin Tiger                   | Eintracht Frankfurt / Skyliners Frankfurt | MBC Junior Sixers              | Internationale Basketball Akademie München |
| Eagles-Basketball-Academy      | Metropol Baskets Ruhr                     | Niners Academy                 | Porsche BBA Ludwigsburg                    |
| Eisbären Bremerhaven           | Phoenix Hagen Juniors                     | Nürnberg Falcons               | ratiopharm Ulm                             |
| Piraten Hamburg                | RheinStars Köln                           | s.Oliver Würzburg Akademie     | Team Urspring                              |
| Rostock Seawolves Juniors (WC) | ROTH Energie BBA Gießen 46ers             | Science City Jena              | TS Jahn München                            |
| Uni Baskets Paderborn          | Team Bonn/Rhöndorf                        | TenneT young heroes            | Young Tigers Tübingen                      |
| YOUNG RASTA DRAGONS            | TSV Bayer 04 Leverkusen                   | TSV Tröster Breitengüßbach     |                                            |

## Tabellen
|  | = Play-off-Plätze (Plätze 1 bis 8)  |
|  | = Play-down-Plätze (Plätze 5 bis 8) |
|  | = sofortiger Abstieg (Platz 9)      |

- Bei Punktgleichheit entscheidet der direkte Vergleich
- Stand: Ende der Hauptrunde[6]

### Hauptrunde 1 (Nord)
| # | Team                      | Siege | Niederlagen | Punkte | Korbpunkte |
| - | ------------------------- | ----- | ----------- | ------ | ---------- |
| 1 | Alba Berlin               | 13    | 03          | 26–6   | 1490:1124  |
| 2 | AB Baskets                | 11    | 05          | 22–10  | 1382:1108  |
| 3 | YOUNG RASTA DRAGONS       | 11    | 05          | 22–10  | 1367:1224  |
| 4 | Piraten Hamburg           | 09    | 07          | 18–14  | 1232:1169  |
| 5 | Rostock Seawolves Juniors | 09    | 07          | 18–14  | 1307:1340  |
| 6 | Berlin Tiger              | 06    | 10          | 12–20  | 1151:1322  |
| 7 | Uni Baskets Paderborn     | 06    | 10          | 12–20  | 1082:1184  |
| 8 | Eisbären Bremerhaven      | 04    | 12          | 08–24  | 1138:1285  |
| 9 | Eagles-Basketball-Academy | 03    | 13          | 06–26  | 1088:1427  |

### Hauptrunde 2 (West)
| # | Team                                      | Siege | Niederlagen | Punkte | Korbpunkte |
| - | ----------------------------------------- | ----- | ----------- | ------ | ---------- |
| 1 | Eintracht Frankfurt / Skyliners Frankfurt | 14    | 02          | 28–4   | 1317:957   |
| 2 | TSV Bayer 04 Leverkusen                   | 12    | 04          | 24–8   | 1239:1043  |
| 3 | Metropol Baskets Ruhr                     | 10    | 06          | 20–12  | 1284:1161  |
| 4 | ROTH Energie BBA Gießen 46ers             | 10    | 06          | 20–12  | 1194:1101  |
| 5 | Phoenix Hagen Juniors                     | 09    | 07          | 18–14  | 1162:1222  |
| 6 | RheinStars Köln                           | 07    | 09          | 14–18  | 1058:1116  |
| 7 | Baskets Juniors                           | 06    | 10          | 12–20  | 1065:1095  |
| 8 | Team Bonn/Rhöndorf                        | 04    | 12          | 08–24  | 1100:1252  |
| 9 | BG Göttingen Juniors                      | 0     | 16          | 00–32  | 0915:1387  |

### Hauptrunde 3 (Ost)
| # | Team                       | Siege | Niederlagen | Punkte | Körbe     |
| - | -------------------------- | ----- | ----------- | ------ | --------- |
| 1 | TSV Tröster Breitengüßbach | 16    | 0           | 32–0   | 1462:1017 |
| 2 | TenneT young heroes        | 12    | 04          | 24–8   | 1126:1079 |
| 3 | Nürnberg Falcons           | 11    | 05          | 22–10  | 1222:1078 |
| 4 | Science City Jena          | 11    | 05          | 22–10  | 1368:1237 |
| 5 | s.Oliver Würzburg Akademie | 06    | 10          | 12–20  | 1157:1162 |
| 6 | HAKRO Merlins Crailsheim   | 05    | 11          | 10–22  | 1185:1308 |
| 7 | Niners Academy             | 04    | 12          | 08–24  | 1099:1279 |
| 8 | MBC Junior Sixers          | 04    | 12          | 08–24  | 1004:1182 |
| 9 | Junior Löwen Braunschweig  | 03    | 13          | 06–26  | 0959:1240 |

### Hauptrunde 4 (Süd)
| # | Team                                       | Siege | Niederlagen | Punkte | Körbe     |
| - | ------------------------------------------ | ----- | ----------- | ------ | --------- |
| 1 | Internationale Basketball Akademie München | 13    | 01          | 26–2   | 1089:903  |
| 2 | FC Bayern München                          | 12    | 02          | 24–4   | 1161:900  |
| 3 | ratiopharm Ulm                             | 10    | 04          | 20–8   | 1106:934  |
| 4 | Porsche BBA Ludwigsburg                    | 08    | 06          | 16–12  | 1053:974  |
| 5 | Team Urspring                              | 05    | 09          | 10–18  | 0912:1034 |
| 6 | BBU Allgäu/Memmingen                       | 04    | 10          | 08–20  | 0874:1074 |
| 7 | Young Tigers Tübingen                      | 03    | 11          | 06–22  | 0955:1106 |
| 8 | TS Jahn München                            | 01    | 13          | 02–26  | 0863:1088 |

## Allstar-Game
Das Allstar-Game fand am 23. März 2019 vor dem BBL All-Star Game in der Arena Trier statt. Die Süd-ALLSTARS konnten sich gegen die Nordauswahl mit 92:67 (20:11, 25:21, 15:17, 32:18) durchsetzen und sich somit für die Niederlage im Vorjahr revanchieren. Zum Most Valuable Player des All-Star-Games wurde der Ludwigsburger Ariel Hukporti gekürt.
| Pos.                | Name                | Mannschaft                                |
| Spieler             | Spieler             | Spieler                                   |
| ------------------- | ------------------- | ----------------------------------------- |
| PG                  | Nicolas Buchholz    | Rostock Seawolves Juniors                 |
| PG                  | Tim Lang            | Eagles-Basketball-Academy                 |
| SG                  | Maximilian Begue    | Eintracht Frankfurt / Skyliners Frankfurt |
| SG                  | Radii Caisin        | YOUNG RASTA DRAGONS                       |
| SG                  | Dwayne Koroma       | Berlin Tiger                              |
| SG                  | Max Stölzel         | AB Baskets                                |
| SF                  | Len Schoormann      | Eintracht Frankfurt / Skyliners Frankfurt |
| SF                  | Erik Neusel         | Metropol Baskets Ruhr                     |
| PF                  | Nat-Sidi Diallo     | YOUNG RASTA DRAGONS                       |
| PF                  | Finn Fleute         | Uni Baskets Paderborn                     |
| PF                  | Jordan Samare       | Eintracht Frankfurt / Skyliners Frankfurt |
| PF                  | Lars Thiemann       | TSV Bayer 04 Leverkusen                   |
| Trainer             |                     |                                           |
| Stephan McCollister | Stephan McCollister | AB Baskets                                |
| Miran Cumurija      | Miran Cumurija      | Eintracht Frankfurt / Skyliners Frankfurt |
| 1. 2.               |                     |                                           |

| Pos.              | Name              | Mannschaft                                 |
| Spieler           | Spieler           | Spieler                                    |
| ----------------- | ----------------- | ------------------------------------------ |
| PG                | Henri Drell       | TSV Tröster Breitengüßbach                 |
| PG                | Joshua Obiesie    | Internationale Basketball Akademie München |
| PG                | Elias Baggette    | TSV Tröster Breitengüßbach                 |
| SG                | Bruno Vrcic       | FC Bayern München                          |
| SG                | Timo Lanmüller    | ratiopharm Ulm                             |
| SG                | Quirin Emanga     | Porsche BBA Ludwigsburg                    |
| SF                | Isaiah Ihnen      | Internationale Basketball Akademie München |
| SF                | Matej Rudan       | FC Bayern München                          |
| SF                | Nicholas Tischler | TSV Tröster Breitengüßbach                 |
| SF                | Sven Papenfuß     | MBC Junior Sixers                          |
| PF                | Ariel Hukporti    | Porsche BBA Ludwigsburg                    |
| C                 | Kevin Strangmeyer | Team Urspring                              |
| Trainer           |                   |                                            |
| Robert Scheinberg | Robert Scheinberg | Internationale Basketball Akademie München |
| John Dieckelman   | John Dieckelman   | TenneT young heroes                        |
| 1. 2. 3.          |                   |                                            |

## Post-Season
Die Zahlen geben die Platzierung während der Hauptrunde an, der farbige Hintergrund die Zugehörigkeit zu den Divisionen:
Hauptrunde 1 Hauptrunde 2 Hauptrunde 3 Hauptrunde 4

### Play-downs

#### Nord
|  | 1. Runde | 1. Runde              | 1. Runde           |   |                           | 2. Runde             | 2. Runde | 2. Runde |
|  |          |                       |                    |   |                           |                      |          |          |
|  | 5        | Phoenix Hagen         | 2                  |   |                           |                      |          |          |
|  | 8        | Eisbären Bremerhaven  | 1                  |   |                           |                      |          |          |
|  | 8        | Eisbären Bremerhaven  | 1                  |   | 8                         | Eisbären Bremerhaven | 1        |          |
|  |          |                       |                    |   | 8                         | Eisbären Bremerhaven | 1        |          |
|  |          | 6                     | Berlin Tiger       | 1 |                           |                      |          |          |
|  | 6        | 6                     | Berlin Tiger       | 1 | Berlin Tiger              | 0                    |          |          |
|  | 6        |                       |                    |   | Berlin Tiger              | 0                    |          |          |
|  | 7        | Baskets Juniors       | 2                  |   |                           |                      |          |          |
|  | 7        | Baskets Juniors       | 2                  |   |                           |                      |          |          |
|  |          |                       |                    |   |                           |                      |          |          |
|  | 6        | RheinStars Köln       | 2                  |   |                           |                      |          |          |
|  | 6        | RheinStars Köln       | 2                  |   |                           |                      |          |          |
|  | 7        | Uni Baskets Paderborn | 1                  |   |                           |                      |          |          |
|  | 7        | Uni Baskets Paderborn | 1                  | 7 | Uni Baskets Paderborn     | 0                    |          |          |
|  |          |                       |                    | 7 | Uni Baskets Paderborn     | 0                    |          |          |
|  |          | 8                     | Team Bonn/Rhöndorf | 2 |                           |                      |          |          |
|  | 5        | 8                     | Team Bonn/Rhöndorf | 2 | Rostock Seawolves Juniors | 2                    |          |          |
|  | 5        |                       |                    |   |                           | 2                    |          |          |
|  | 8        | Team Bonn/Rhöndorf    | 0                  |   |                           |                      |          |          |

1. Runde
Phoenix Hagen (5) – Eisbären Bremerhaven (8) 2:1 (86:73; 73:76; 85:81)
Berlin Tiger (6) – Baskets Juniors (7) 0:2 (70:77; 48:68)
RheinStars Köln (6) – Uni Baskets Paderborn (7) 2:1 (71:64; 59:63; 84:69)
Rostock Seawolves Juniors (5) – Team Bonn/Rhöndorf (8) 2:0 (74:62; 65:52)
2. Runde
Eisbären Bremerhaven (8) – Berlin Tiger (6) 2:1 (72:78; 83:60; 74:68)
Uni Baskets Paderborn (7) – Team Bonn/Rhöndorf (8) 0:2 (55:56; 65:72)

#### Süd
|  | 1. Runde | 1. Runde              | 1. Runde           |   |                    | 2. Runde          | 2. Runde | 2. Runde |
|  |          |                       |                    |   |                    |                   |          |          |
|  | 5        | BBU Allgäu/Memmingen  | 2                  |   |                    |                   |          |          |
|  | 8        | MBC Junior Sixers     | 1                  |   |                    |                   |          |          |
|  | 8        | MBC Junior Sixers     | 1                  |   | 8                  | MBC Junior Sixers | 1        |          |
|  |          |                       |                    |   | 8                  | MBC Junior Sixers | 1        |          |
|  |          | 6                     | Crailsheim Merlins | 2 |                    |                   |          |          |
|  | 6        | 6                     | Crailsheim Merlins | 2 | Crailsheim Merlins | 1                 |          |          |
|  | 6        |                       |                    |   | Crailsheim Merlins | 1                 |          |          |
|  | 7        | Young Tigers Tübingen | 2                  |   |                    |                   |          |          |
|  | 7        | Young Tigers Tübingen | 2                  |   |                    |                   |          |          |
|  |          |                       |                    |   |                    |                   |          |          |
|  | 6        | Team Urspring         | 0                  |   |                    |                   |          |          |
|  | 6        | Team Urspring         | 0                  |   |                    |                   |          |          |
|  | 7        | Niners Academy        | 2                  |   |                    |                   |          |          |
|  | 7        | Niners Academy        | 2                  | 6 | Team Urspring      | 0                 |          |          |
|  |          |                       |                    | 6 | Team Urspring      | 0                 |          |          |
|  |          | 8                     | TS Jahn München    | 2 |                    |                   |          |          |
|  | 5        | 8                     | TS Jahn München    | 2 | s.Oliver Würzburg  | 2                 |          |          |
|  | 5        |                       |                    |   |                    | 2                 |          |          |
|  | 8        | TS Jahn München       | 0                  |   |                    |                   |          |          |

1. Runde
BBU Allgäu/Memmingen (5) – MBC Junior Sixers (8) 2:1 (53:60; 72:57; 76:51)
Crailsheim Merlins (6) – Tigers Tübingen (7) 1:2 (63:72; 83:79; 58:65)
Team Urspring (6) – Niners Academy (7) 0:2 (68:73; 64:73)
s.Oliver Würzburg (5) – TS Jahn München (8) 2:0 (79:66; 78:62)
2. Runde
MBC Junior Sixers (8) – Crailsheim Merlins (6) 1:2 (78:77; 48:52; 77:80)
Team Urspring (6) – TS Jahn München (8) 0:2 (53:70; 67:81)

### Play-offs

#### Nord
|  | 1. Runde | 1. Runde              | 1. Runde                                  |   |                                           | 2. Runde    | 2. Runde | 2. Runde |
|  |          |                       |                                           |   |                                           |             |          |          |
|  | 1        | Alba Berlin           | 2                                         |   |                                           |             |          |          |
|  | 4        | Gießen 46ers          | 0                                         |   |                                           |             |          |          |
|  | 4        | Gießen 46ers          | 0                                         |   | 1                                         | Alba Berlin | 2        |          |
|  |          |                       |                                           |   | 1                                         | Alba Berlin | 2        |          |
|  |          | 2                     | TSV 04 Bayer Leverkusen                   | 0 |                                           |             |          |          |
|  | 2        | 2                     | TSV 04 Bayer Leverkusen                   | 0 | TSV 04 Bayer Leverkusen                   | 2           |          |          |
|  | 2        |                       |                                           |   | TSV 04 Bayer Leverkusen                   | 2           |          |          |
|  | 3        | Young Rasta Dragons   | 0                                         |   |                                           |             |          |          |
|  | 3        | Young Rasta Dragons   | 0                                         |   |                                           |             |          |          |
|  |          |                       |                                           |   |                                           |             |          |          |
|  | 2        | AB Baskets            | 2                                         |   |                                           |             |          |          |
|  | 2        | AB Baskets            | 2                                         |   |                                           |             |          |          |
|  | 3        | Metropol Baskets Ruhr | 0                                         |   |                                           |             |          |          |
|  | 3        | Metropol Baskets Ruhr | 0                                         | 2 | AB Baskets                                | 2           |          |          |
|  |          |                       |                                           | 2 | AB Baskets                                | 2           |          |          |
|  |          | 1                     | Eintracht Frankfurt / Skyliners Frankfurt | 0 |                                           |             |          |          |
|  | 1        | 1                     | Eintracht Frankfurt / Skyliners Frankfurt | 0 | Eintracht Frankfurt / Skyliners Frankfurt | 2           |          |          |
|  | 1        |                       |                                           |   |                                           | 2           |          |          |
|  | 4        | Piraten Hamburg       | 0                                         |   |                                           |             |          |          |

1. Runde
Alba Berlin (1) – Gießen 46ers (4) 2:0 (103:67; 77:68)
TSV 04 Bayer Leverkusen (2) – Young Rasta Dragons (3) 2:0 (82:71; 82:70)
AB Baskets (2) – Metropol Baskets Ruhr (3) 2:0 (81:69; 89:83)
Eintracht Frankfurt / Skyliners Frankfurt (1) – Piraten Hamburg (4) 2:0 (93:45; 96:57)
2. Runde
Alba Berlin (1) – TSV 04 Bayer Leverkusen (2) 2:0 (87:63; 85:70)
AB Baskets (2) – Eintracht Frankfurt / Skyliners Frankfurt (1) 2:0 (87:81; 91:85)

#### Süd
|  | 1. Runde | 1. Runde                   | 1. Runde                                   |   |                                            | 2. Runde          | 2. Runde | 2. Runde |
|  |          |                            |                                            |   |                                            |                   |          |          |
|  | 1        | FC Bayern München          | 2                                          |   |                                            |                   |          |          |
|  | 4        | Science City Jena          | 1                                          |   |                                            |                   |          |          |
|  | 4        | Science City Jena          | 1                                          |   | 1                                          | FC Bayern München | 2        |          |
|  |          |                            |                                            |   | 1                                          | FC Bayern München | 2        |          |
|  |          | 3                          | Porsche BBA Ludwigsburg                    | 0 |                                            |                   |          |          |
|  | 2        | 3                          | Porsche BBA Ludwigsburg                    | 0 | TenneT young heroes                        | 0                 |          |          |
|  | 2        |                            |                                            |   | TenneT young heroes                        | 0                 |          |          |
|  | 3        | Porsche BBA Ludwigsburg    | 2                                          |   |                                            |                   |          |          |
|  | 3        | Porsche BBA Ludwigsburg    | 2                                          |   |                                            |                   |          |          |
|  |          |                            |                                            |   |                                            |                   |          |          |
|  | 1        | TSV Tröster Breitengüßbach | 2                                          |   |                                            |                   |          |          |
|  | 1        | TSV Tröster Breitengüßbach | 2                                          |   |                                            |                   |          |          |
|  | 4        | ratiopharm Ulm             | 0                                          |   |                                            |                   |          |          |
|  | 4        | ratiopharm Ulm             | 0                                          | 1 | TSV Tröster Breitengüßbach                 | 2                 |          |          |
|  |          |                            |                                            | 1 | TSV Tröster Breitengüßbach                 | 2                 |          |          |
|  |          | 2                          | Internationale Basketball Akademie München | 0 |                                            |                   |          |          |
|  | 2        | 2                          | Internationale Basketball Akademie München | 0 | Internationale Basketball Akademie München | 2                 |          |          |
|  | 2        |                            |                                            |   |                                            | 2                 |          |          |
|  | 3        | Nürnberg Falcons           | 0                                          |   |                                            |                   |          |          |

1. Runde
FC Bayern München (1) – Science City Jena (4) 2:1 (86:65; 69:74; 88:70)
TenneT young heroes (2) – Porsche BBA Ludwigsburg (3) 0:2 (77:86; 57:84)
TSV Tröster Breitengüßbach (1) – ratiopharm Ulm (4) 2:0 (75:60; 80:69)
Internationale Basketball Akademie München (2) – Nürnberg Falcons (3) 2:0 (93:78; 67:47)
2. Runde
FC Bayern München (1) – Porsche BBA Ludwigsburg (3) 2:0 (67:64; 73:71)
TSV Tröster Breitengüßbach (1) – Internationale Basketball Akademie München 2:0 (66:60; 84:69)

### TOP-Four
|  | Halbfinale | Halbfinale                 | Halbfinale |  |  | Finale | Finale                     | Finale |
|  |            |                            |            |  |  |        |                            |        |
|  |            |                            |            |  |  |        |                            |        |
|  | 1          | FC Bayern München          | 81         |  |  |        |                            |        |
|  | 1          | Alba Berlin                | 76         |  |  |        |                            |        |
|  |            |                            |            |  |  | 1      | FC Bayern München          | 84     |
|  |            |                            |            |  |  | 1      | TSV Tröster Breitengüßbach | 80     |
|  | 1          | TSV Tröster Breitengüßbach | 87         |  |  |        |                            |        |
|  | 2          | AB Baskets                 | 74         |  |  |        |                            |        |
|  |            |                            |            |  |  |        |                            |        |